# Récord mundial

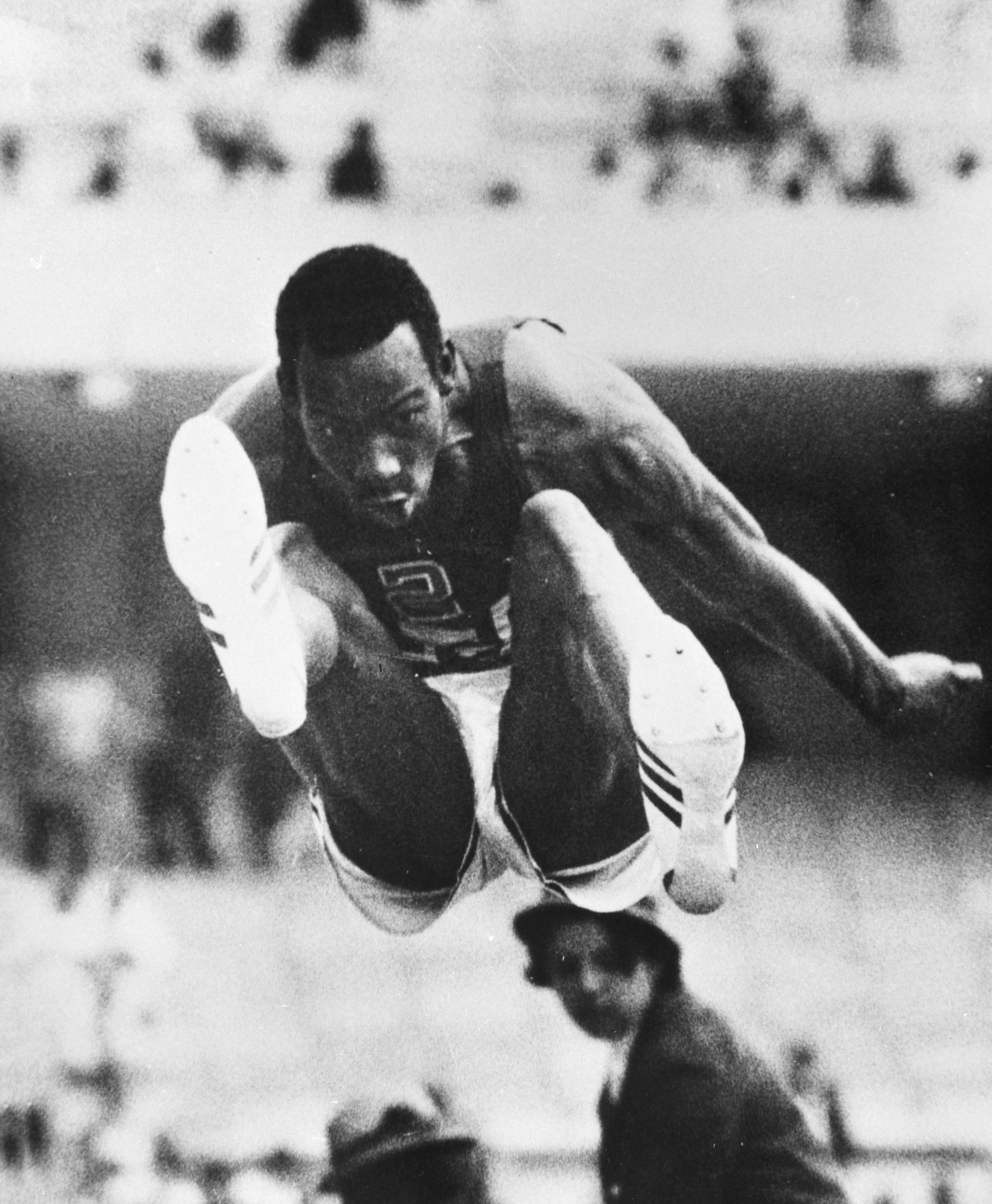
El saltador estadounidense Bob Beamon en la Olimpiada de México 1968, donde estableció el récord mundial de salto de longitud con una marca de 8,90 m. Este récord se mantuvo imbatido durante 22 años.

Un récord mundial o récord del mundo (en inglés, world record) es generalmente la mejor actuación internacional de la historia registrada en una habilidad determinada, o más específicamente, en algún deporte. En este sentido, son las propias federaciones oficiales de cada especialidad las que se suelen encargar de homologar y verificar la consecución de estos récords. (Véase plusmarca).
Con un sentido más amplio, el libro Guinness World Records y el registro español Official world record  recopilan y publican registros notables de toda clase de distintos logros humanos (como "el primero", "el mejor" o "el peor"); de especímenes singulares del mundo natural (como "el más grande", "el más pequeño" o el "más pesado"); de transacciones comerciales (como "el más caro"); o de cualquier otro tipo de marca capaz de ser considerada merecedora de este calificativo, de acuerdo con las reglas establecidas por las propias organizaciones verificadoras.    

## Terminología
En español, coexisten las palabras "récord" y "plusmarca" con el mismo sentido, si bien se prescribe la palabra "plusmarquista" para hacer referencia al poseedor de un récord (evitando el anglicismo recordman). 
En los Estados Unidos el término récord mundial es muy popular. La designación el mejor del mundo también fue brevemente usada. Este último término se sigue utilizando en atletismo para describir las mejores y las peores marcas que no se reconocen como un récord mundial oficial, ya sea debido a que la IAAF no hace seguimiento del récord (por ejemplo, los 150 m o los eventos individuales en un decatlón), o porque no cumplen con los criterios rigurosos de calificación de un evento (por ejemplo, la media maratón Great North Run, que tiene una pendiente de descenso excesiva).
El término también se utiliza en los videojuegos de speedrunning cuando alguien logra el menor tiempo posible para el juego y la categoría.

## Evolución histórica

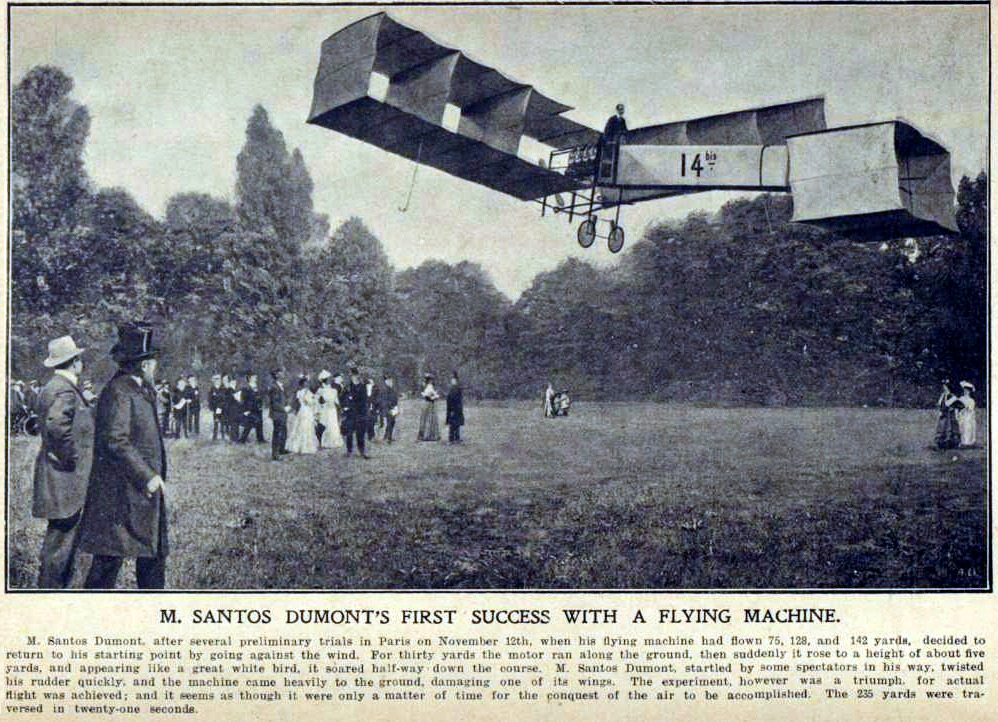
El vuelo de Santos Dumont del 12 de noviembre de 1906 con el 14-bis, aeroplano con el que estableció la primera marca aeronáutica oficialmente registrada como récord mundial.

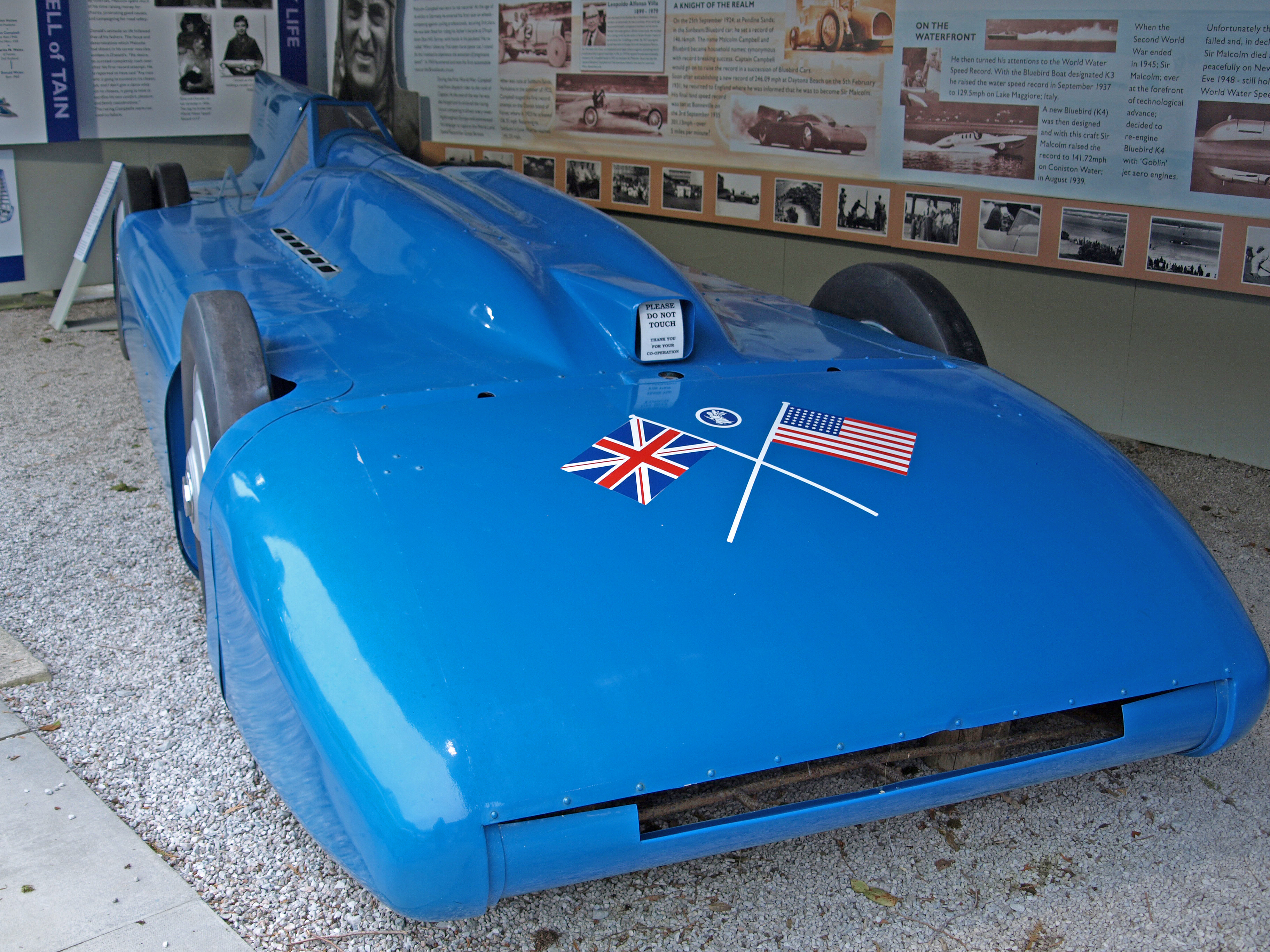
Modelo del Blue Bird, con el que Malcolm Campbell superó la barrera de las 300 millas (485 km/h), estableciendo un nuevo récord mundial de velocidad en tierra en 1935.

Históricamente, el origen de la actividad de registrar "récords mundiales" tomó carta de naturaleza a finales del siglo XIX, y estuvo ligada a tres factores principales: la aparición de organizaciones internacionales que normalizaron el desarrollo de determinadas prácticas (principalmente de carácter deportivo, como el atletismo, el ciclismo, el automovilismo o la aviación); la posibilidad de medir marcas con precisión gracias al avance de los sistemas de medida (especialmente los cronómetros); y el interés de los periódicos por este tipo de pruebas, que daban difusión a las marcas conseguidas y en ocasiones patrocinaban la realización de las pruebas.
En español, una de las primeras citas del término récord del mundo procede del 3 de agosto de 1894, cuando el periódico La Época de Madrid informaba de que: El célebre corredor ciclista inglés Shortland, ha ganado la «Copa de Oro» disputada en el velódromo Herne Hill de Londres, recorriendo en 24 horas la enorme distancia de 741 kilómetros 390 metros, batiendo el récord del mundo que poseía el francés Huret. El primer registro de la aviación mundial fue acreditado el 23 de octubre de 1906 por el pionero Alberto Santos Dumont en su aeronave más pesada que el aire, el 14-bis.
En la primera mitad del siglo XX, con el desarrollo de la motorización, tuvo gran difusión el logro de diversos récords de velocidad o distancia recorrida por todo tipo de vehículos, especialmente automóviles o aviones. Estas marcas suponían un motivo de orgullo para las naciones de los pilotos que los conseguían, que se convertían en auténticas celebridades (como el piloto automovilístico y motonaútico británico sir Malcolm Campbell, o el célebre aviador Charles Lindbergh). Fue a partir de los años 1960 cuando en estas especialidades empezó a primar el interés publicitario de los fabricantes de estos vehículos o de sus componentes. El continuo progreso de las marcas hasta los años 1970, provocó que la inversión económica y tecnológica para batir este tipo de récords de velocidad se haya hecho casi insostenible, dificultando la consecución de nuevas marcas. Así, por ejemplo, el récord de velocidad en tierra vigente en 2017, data de hace 20 años (fue establecido por el Thrust SSC en 1997, con 1228 km/h).
En el campo de los deportes olímpicos, la consecución de récords mundiales se convirtió en un asunto objeto de los medios de comunicación de masas a partir de los años 1950, con la progresiva popularización de las retransmisiones televisivas de los Juegos Olímpicos y de los Campeonatos del Mundo de diversas especialidades. Así, se convirtieron en noticias de primera página proezas deportivas como el récord de 1954 en los 10 000 m del cheko Emil Zatopek (primer atleta en bajar de los 29 minutos); las cuatro medallas de oro en cuatro juegos consecutivos del discóbolo estadounidense Al Oerter; el legendario récord de salto de longitud del atleta estadounidense Bob Beamon en México 1968 (con una marca de 8,90 m, que perduró durante 22 años); las 7 medallas de oro del nadador estadounidense Mark Spitz en Múnich 1972; los duelos en la prueba de los 1500 m de los corredores británicos Sebastian Coe, Steve Cram y Steve Ovett; los logros del velocista y saltador estadounidense Carl Lewis; las continuas mejoras en los récords en salto de pértiga del ucraniano Serguéi Bubka y de la rusa Yelena Isinbáyeva; o las impresionantes series de récords y de victorias del nadador estadounidense Michael Phelps o del velocista jamaicano Usain Bolt.

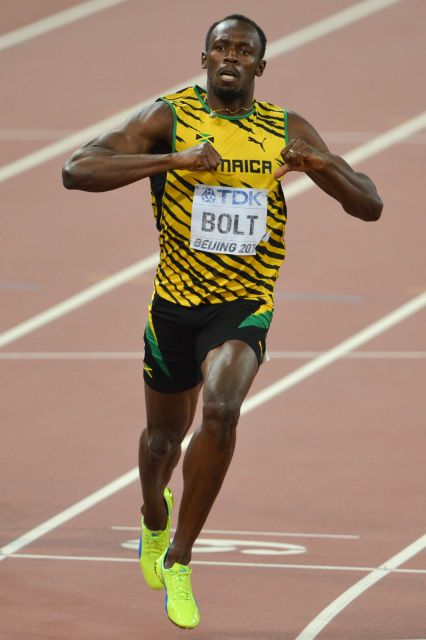
Usain Bolt tras la carrera final de los 200 m en Pekín 2015. Poseedor de los ŕecords mundiales en las pruebas de los 100 m y de los 200 m

En 2008, el Institut de recherche biomédicale et d'épidémiologie du sport (IRMES) llevó a cabo un estudio sobre la evolución del rendimiento en las pruebas olímpicas mediante el análisis de 3263 récords mundiales en 158 disciplinas olímpicas desde los primeros Juegos Olímpicos de Atenas 1896. El IRMES concluyó que los atletas tendrán cada vez más dificultades en los próximos años para afrontar el reto del lema olímpico "Citius, Altius, Fortius".
El análisis de estos investigadores tuvo en cuenta las mejoras técnicas, nutricionales, médicas y farmacológicas, representando curvas de la evolución de la mejora de las marcas en 158 pruebas olímpicas en las especialidades de natación, atletismo, ciclismo, patinaje de velocidad y levantamiento de pesas. Estas curvas muestran que el progreso del récord para cada prueba tiende hacia un límite absoluto que es un caso límite, no el límite de un individuo. Para los autores, el ser humano estaba usando solo el 65% de su capacidad total en 1896, frente a un 99% en la actualidad. En las curvas se muestra una fase de crecimiento sostenido hasta finales de 1970 y una progresión mucho más lenta desde entonces. Según el modelo estadístico, los límites fisiológicos humanos serán alcanzados en una generación y media, y los récords no serán mejorados en más de un 0,05% en 2027. Esto podría tener un impacto en las condiciones futuras de entrenamiento de los atletas y la organización de competiciones, y por lo tanto podría alterar el valor y el espíritu de los Juegos Olímpicos.

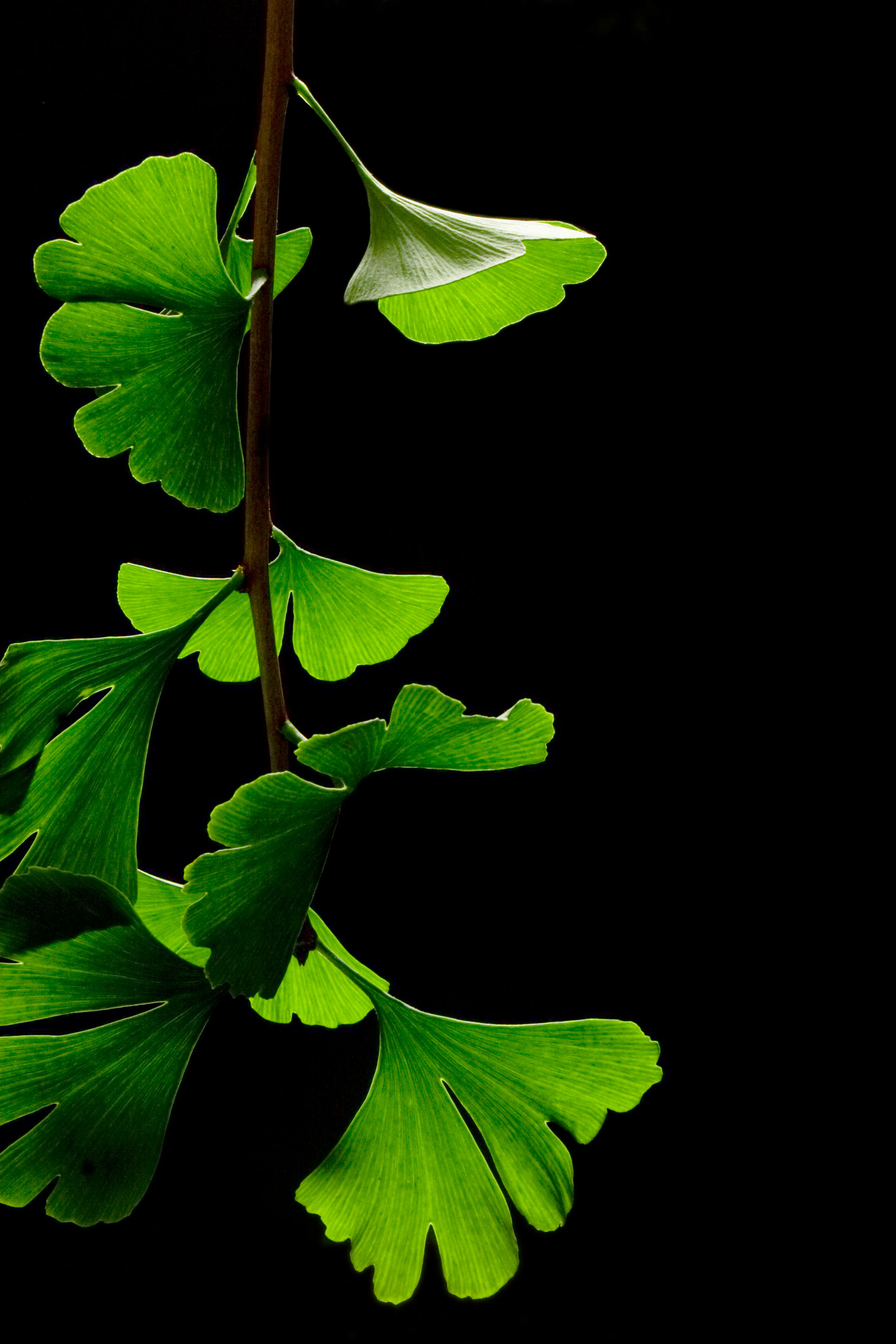
Hojas de ginkgo biloba, que aparece citado en El libro Guinness de los récords como "la especie de árbol más antigua que todavía sobrevive".

A partir de la aparición de El libro Guinness de los récords en 1955, el concepto de "récord mundial" adquirió en el imaginario popular una nueva dimensión, pasando a incluir un considerable número de actividades al margen de los récords tradicionales (controlados por los organismos deportivos oficiales), y agregando todo tipo de registros procedentes del mundo natural (como características físicas humanas, de seres vivos o de minerales); económico (como precios más altos); o social (como ciencia y tecnología).
Por ejemplo, la edición en español de El libro Guinness de los récords de 1995 dividía su clasificación de récords en once categorías:
1. El universo y la tierra
2. El mundo vivo
3. El ser humano
4. Ciencia y tecnología
5. Mundo de la construcción
6. Transportes
7. Artes y espectáculos
8. El mundo de los negocios
9. Mundo humano
10. Proezas humanas
11. Deportes, juegos y pasatiempos

Desde entonces, la consecución de récords, con distintos altibajos, se ha convertido en una actividad de gran repercusión publicitaria en numerosos países del mundo, ocupando frecuentemente las páginas de los diarios, o siendo el tema central de emisiones televisivas que tienen como objeto la retransmisión o la narración de estos eventos.

## Récords de récords

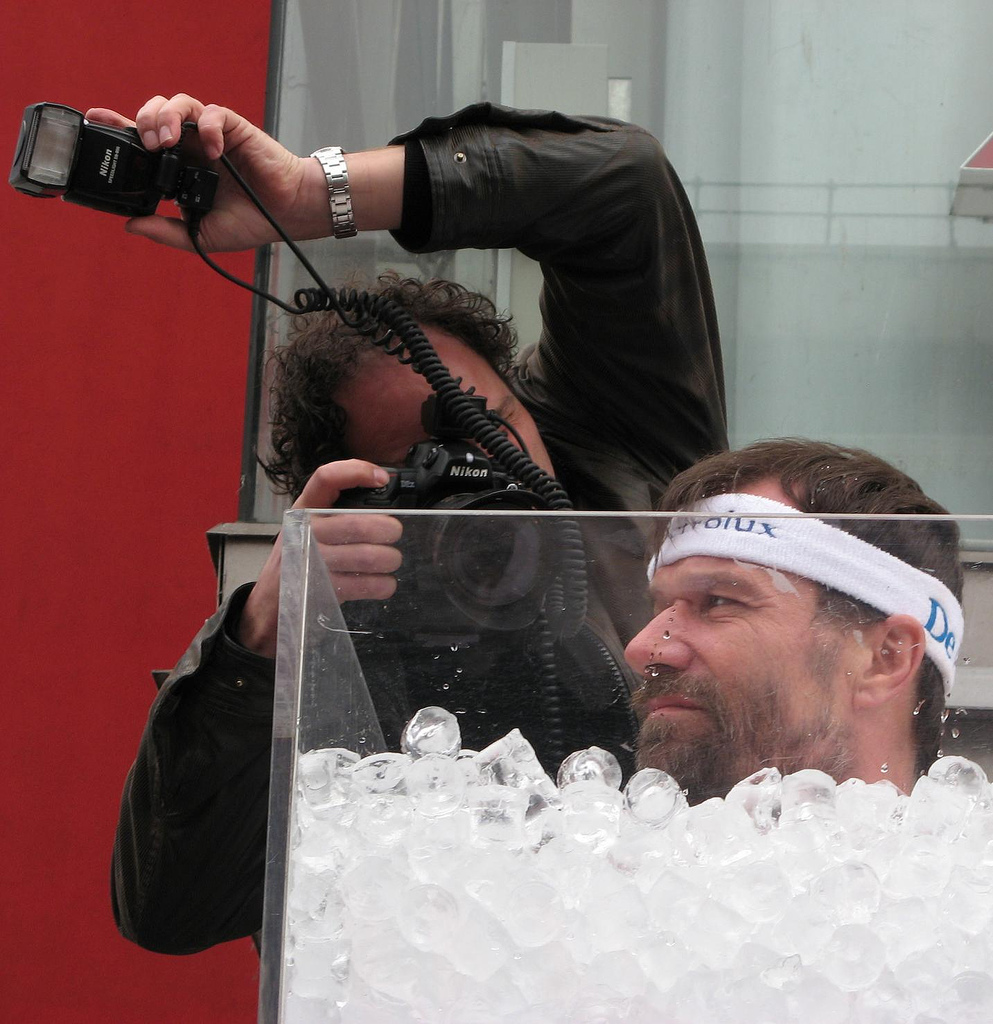
Aunque muchos récords puedan considerarse inútiles o absurdos, en algunos casos permiten realizar avances científicos o médicos, como el estudio de la adaptación del cuerpo humano a temperaturas bajas.

- Thierry Gueorgiou es uno de los atletas más exitosos del mundo. En su disciplina, orientación, posee 13 títulos de campeón del mundo individual, superando a Patrice Martin con 12 títulos.
- El belga Raymond Ceulemans ganó 35 títulos de campeón del mundo (23 en billar a tres bandas y 12 en billar francés) y es sin duda uno de los deportistas más exitosos de la historia, con 48 títulos europeos y 61 títulos nacionales.[8]
- Ashrita Furman, especialista en batir récords, ha superado o establecido desde 1969 hasta 2017 más de 600 registros, 200 de los cuales permanecen como récords. Por lo tanto, tiene el "récord de mayor número de récords", incluyendo:
  - Récord de saltos en estrella -abriendo y cerrando brazos y piernas extendidos- de la práctica gimnástica denominada jumping jack durante un minuto: 61.[9]
  - Récord de rebotar una pelota de ping-pong en una raqueta: 3 horas 7 segundos.[9]
  - Milla más rápida rebotando sobre una bola inflable: 15 minutos y 3 segundos.[9]

## En la cultura popular
- En Malasia romper un récord del mundo se ha convertido en una moda nacional.[10]
- En la India la consecución de récords también es muy popular: el país tiene versiones locales del libro de los récords llamadas Limca Book of Records, Unique World Records y Asia Book of Records.

## En deportes
- Anexo:Plusmarcas del mundo de atletismo
- Anexo:Plusmarcas mundiales de natación
- Anexo:Plusmarcas mundiales de natación con aletas
- Anexo:Plusmarcas mundiales de ciclismo en pista
- Récords de velocidad en bicicleta
- Récord de velocidad en tierra
- Federación Aeronáutica Internacional